# Hatice Muazzez Sultan
Hatice Muazzez (1629 – 1687 Istanbul) byla třetí haseki sultan osmanského sultána Ibrahima I. a matka sultána Ahmeda II.

## Život
Podle některých pramenů se jmenovala původně Eva, pocházela z Polska a byla židovka.[zdroj?] Do harému byla uvedena v roce 1640, stala se Ibrahimovou oblíbenkyní a je označována jako nejkrásnější z jeho konkubín. 25. února 1643 porodila syna Ahmeda. Byla známá svou mírnou povahou.
Po sesazení a smrti sultána Ibrahima v roce 1648 nastoupil na trůn jeho nejstarší syn sultán Mehmed IV., jehož matka Turhan Hatice byla rivalkou Muazzez. Proto pak byla Muazzez odloučena od syna Ahmeda a třicet osm let vězněna ve Starém paláci. V roce 1687 vypukl u Starého paláce velký požár a následujícího dne oheň zachvátil i Starý palác, který na mnoha místech vyhořel. Muazzez byla tak popálená, že zemřela další den.
Valide sultan se Muazzez nestala, její syn nastoupil na trůn až v roce 1691 jako sultán Ahmed II. Muazzez je pochována v hrobce sultána Süleymana I. uvnitř Sulejmanovy mešity v Istanbulu.

## Galerie

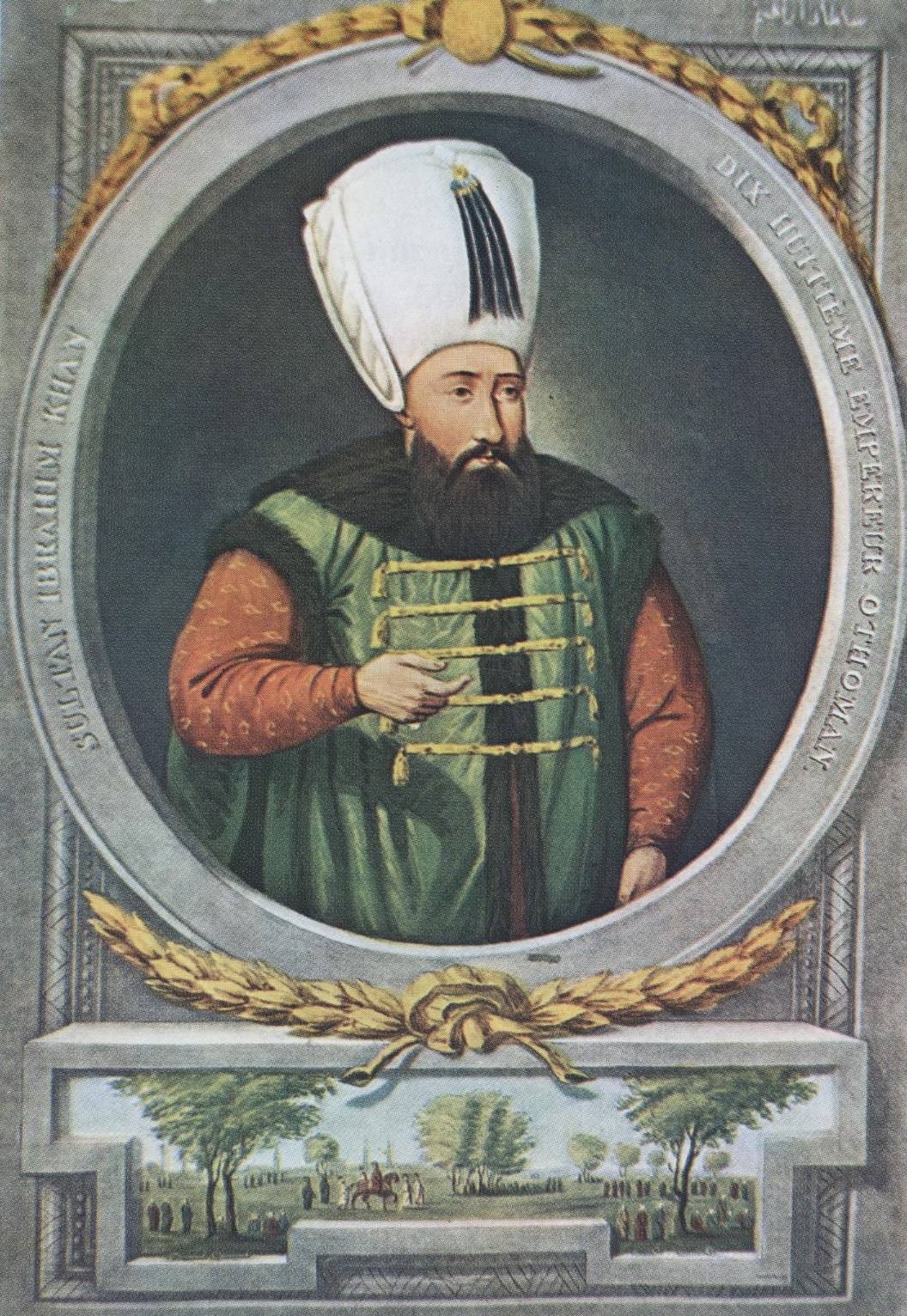
Sultán Ibrahim I., manžel konkubíny Hatice Muazzez Sultan
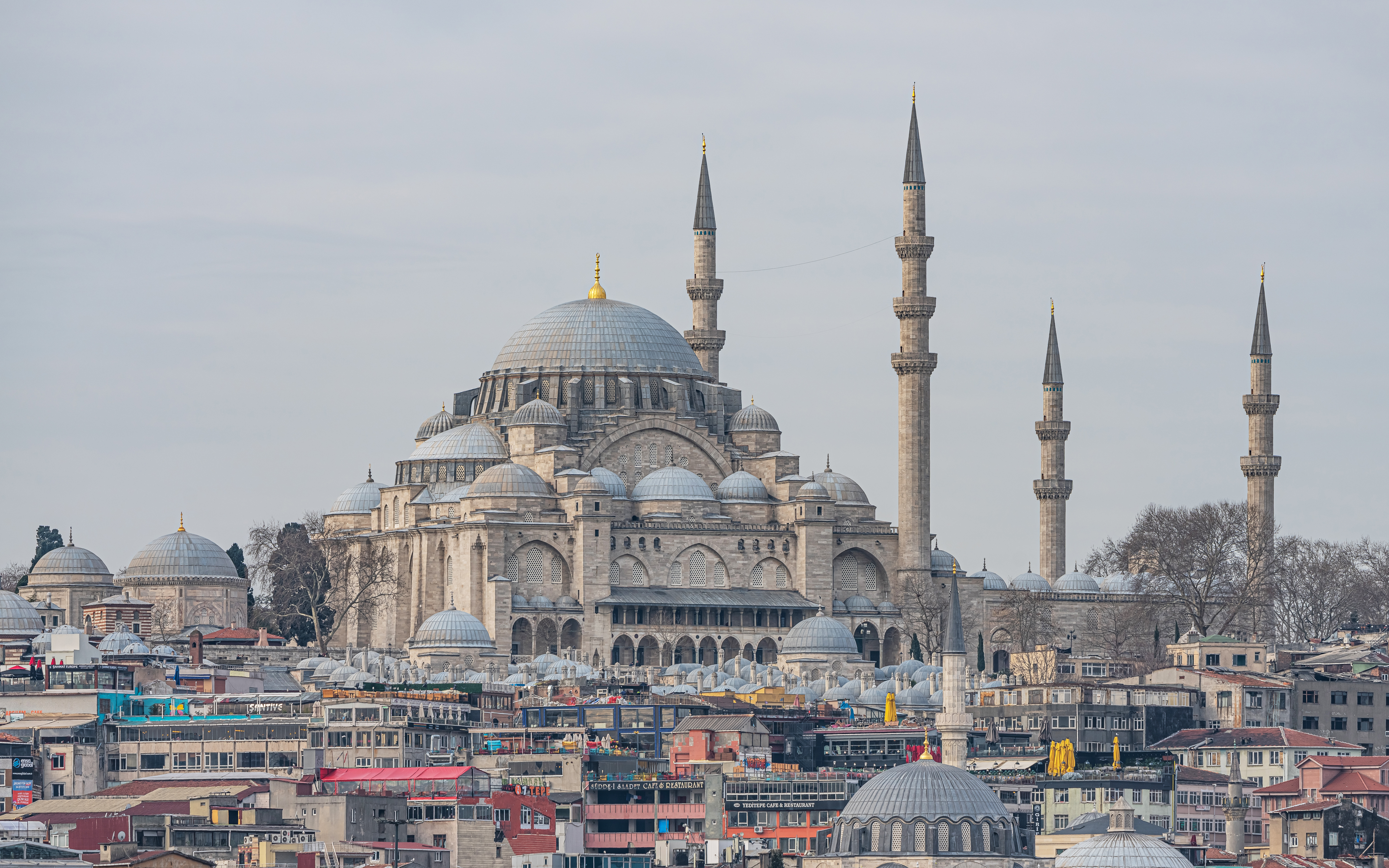
Místo odpočinku Hatice Muazzez Sultan
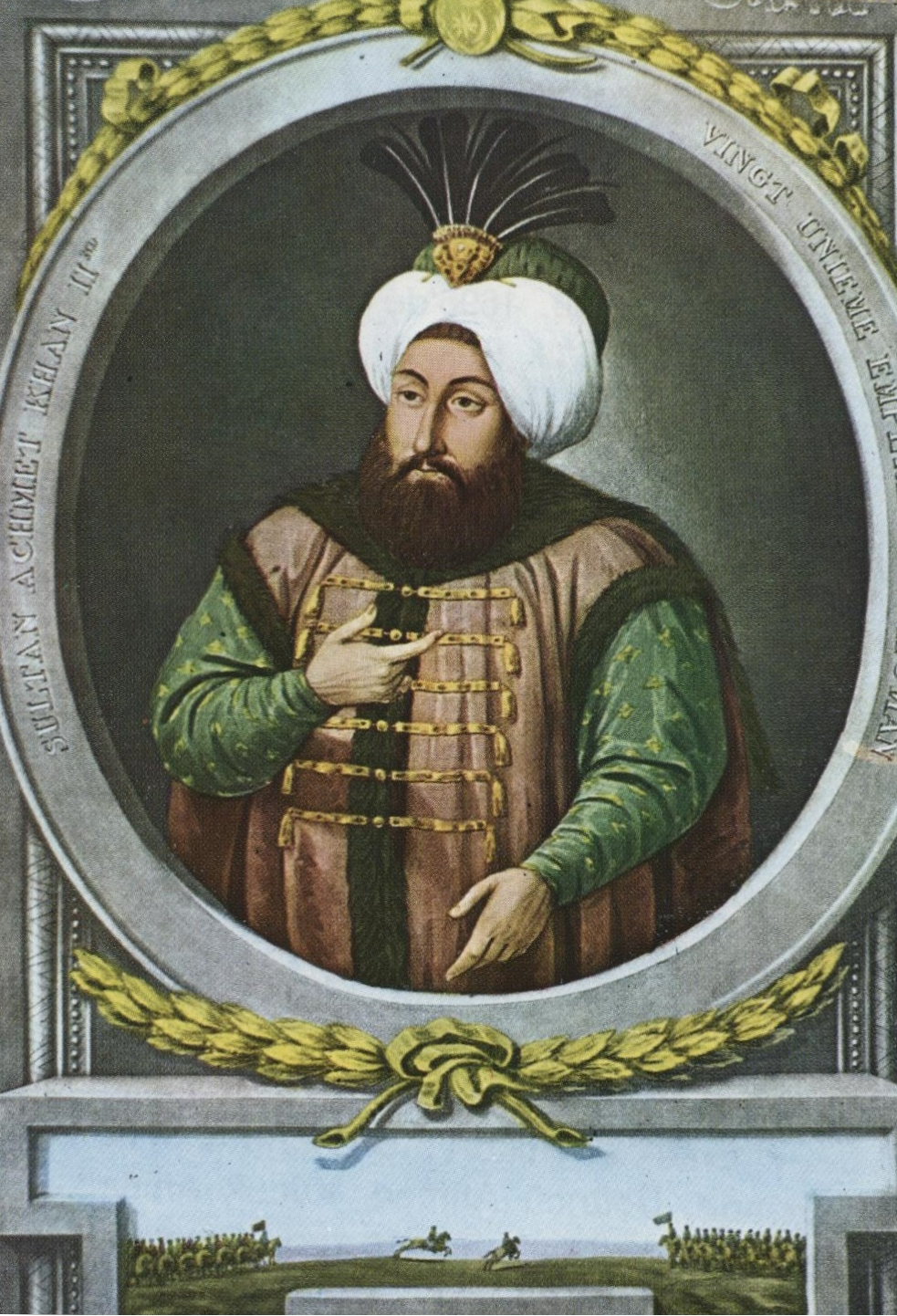
Sultán Ahmed II., syn Hatice
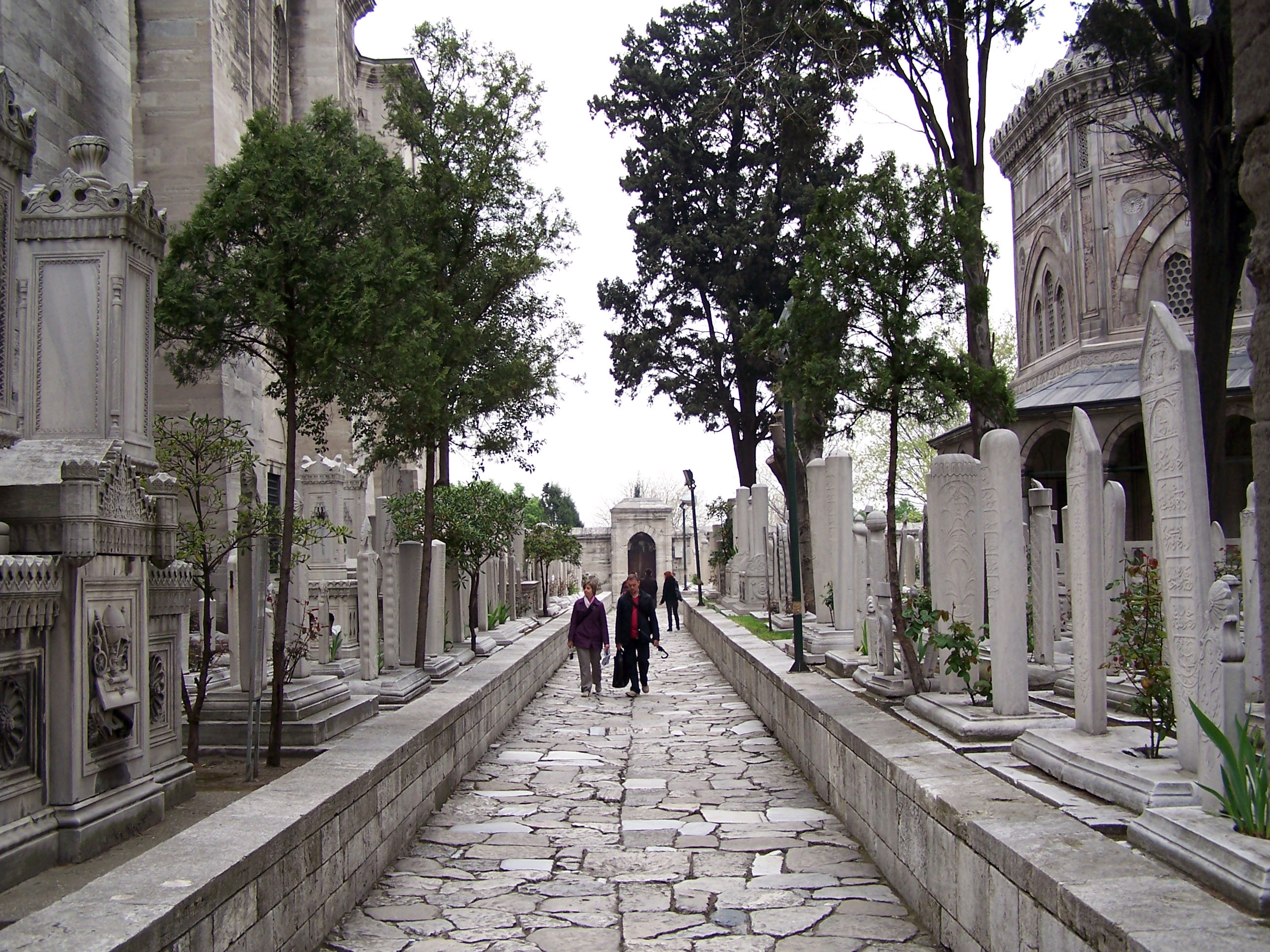
Průchod kolem hrobky Hatice